# Choroba Brugadów
Choroba Brugadów (ang. Brugada syndrome, sudden unexplained nocturnal death syndrome, SUNDS) – uwarunkowana genetycznie choroba o typie dziedziczenia autosomalnym dominującym, charakteryzująca się skłonnością do występowania napadowych zaburzeń rytmu o typie częstoskurczu komorowego, który może ustąpić samoistnie lub przekształcić się w migotanie komór i doprowadzić do nagłego zatrzymania krążenia i śmierci.
Choroba została po raz pierwszy opisana w 1992 przez braci Josepha i Pedra Brugadów i od ich nazwiska wzięła nazwę.

## Etiologia
Choroba spowodowana jest mutacją w genie SCN5A kodującym kanał sodowy. Wskutek tego dochodzi do skrócenia czasu trwania potencjału czynnościowego, zwłaszcza fazy 2, co powoduje zmiany repolaryzacji i wystąpienia zjawiska reentry.

## Rozpoznanie

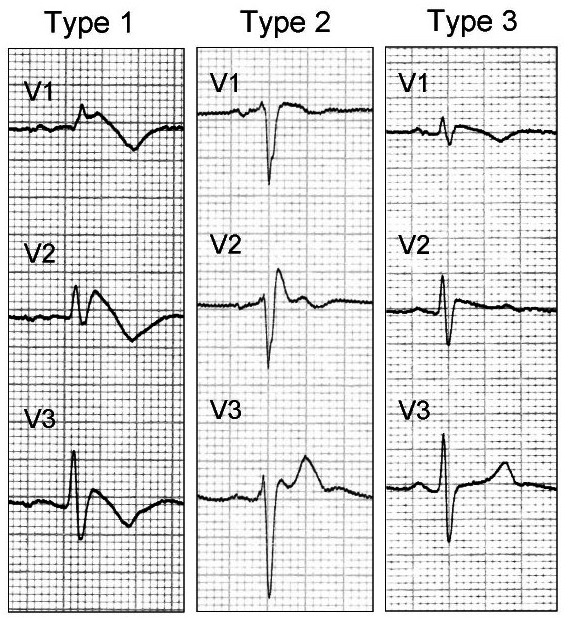
Obraz EKG w odprowadzeniach znad prawej komory w trzech typach zespołu

Rozpoznanie choroby jest możliwe na podstawie rutynowego, spoczynkowego badania EKG. Za cechy charakterystyczne uważa się zmienne uniesienie odcinków ST w odprowadzeniach V1-V3, z uniesieniem punktu J w tych odprowadzeniach, imitującym blok prawej odnogi pęczka Hisa, zwłaszcza niezupełny.

## Leczenie
Leczeniem z wyboru jest wszczepienie kardiowertera-defibrylatora. Stosowanie leków antyarytmicznych możliwe jest dopiero po wcześniejszym wszczepieniu kardiowertera-defibrylatora.

## Przebieg choroby i rokowanie
Choroba ujawnia się najczęściej w 20-40 roku życia (opisywano również przypadki u dzieci, przebiegające zwykle w sposób złośliwy). Przejawia się omdleniem (w przypadku częstoskurczu komorowego) lub zatrzymaniem krążenia w przypadku migotania komór. Szacuje się, że 30% chorych doświadcza zatrzymania krążenia do 60. roku życia.